# Parroquia de Plaquemines
La parroquia de Plaquemines (en inglés: Plaquemines Parish), fundada en 1807, es una de las 64 parroquias del estado estadounidense de Luisiana. En el año 2000 contaba con una población de 26.757 habitantes con una densidad poblacional de 12 personas por km². La sede de la parroquia es Pointe à la Hache.

## Historia
El nombre "Plaquemines" viene de la palabra nativa americana piakimin, que significa caqui. Fue utilizado por primera vez para bautizar a un viejo puesto militar situado en las orillas del Misisipi, que fue rodeado por un gran número de árboles de caqui. Con el tiempo el nombre se aplicó a toda la parroquia.
El asentamiento europeo más antiguo en la parroquia es La Balize, donde los franceses construyeron y habitaron un fuerte en 1699 cerca de la desembocadura del río Misisipi. El nombre en francés significa "baliza", en referencia a una estructura alta de madera construida como una guía para los barcos que los franceses construyeron en 1721. Un mapa superviviente de alrededor de 1720 muestra la isla, el castillo y la desembocadura del río.
Dado que el tráfico y el comercio en el río aumentaban, también aumentó la importancia de los pilotos del río que tenían conocimiento de las complicadas y cambiantes corrientes y bancos de arena en el río. Estos vivían en La Balize con sus familias. La aldea fue destruida y reconstruida varias veces, pero fue abandonada para siempre después de la destrucción por parte de un huracán en septiembre de 1860. Los pilotos se trasladaron río arriba y construyeron el asentamiento que llamaron Pilottown, que alcanzó su pico más alto de población a fines del siglo XIX. Los pilotos siguen siendo muy requeridos, pero ahora por lo general viven con sus familias en las zonas más pobladas, y se alojan en Pilottown temporalmente por el trabajo.
Otro tesoro histórico de la parroquia de Plaquemines es Fort Jackson, construido en 1822 bajo la recomendación del general Andrew Jackson, héroe de la Batalla de Nueva Orleans. En 1861, Fort Jackson sirvió como una defensa importante para la ciudad de Nueva Orleans durante la guerra civil estadounidense, debido a que estaba en la desembocadura del río Misisipi. También fue utilizado como base de entrenamiento durante la Primera Guerra Mundial entre los años 1917 y 1918.
Debido a que la parroquia de Plaquemines abarca las primeras 70 millas (110 km) del río Misisipi, y acoge a varias refinerías de petróleo, sus rutas de navegación son muy transitadas. El Delta del río Misisipi también presta asistencia a plataformas petrolíferas. Plaquemines fue también el primer lugar donde se utilizó el primer contenedor de carga en un barco para realizar comercio exterior.
En 1901, en Buras, un huracán destruyó bastante infraestructura de la localidad y causó una inundación de 4 pies de altura.
A principios de los años 1900 Plaquemines era un exportador de cítricos, y se utilizaban el tren y el río como medio para trasladar su cosecha anual. La parroquia también ha sido un refugio de grandes pesquerías comerciales, especialmente de ostras.
El Gran Huracán de 1915 devastó gran parte de la parroquia, provocando una inundación de hasta doce pies y cientos de muertes. La falta de viviendas se extendió, y muchos damnificados sufrieron hambre hasta la llegada de ayuda humanitaria. El antiguo palacio de justicia de la parroquia en Pointe à la Hache fue uno de los edificios destruidos en la tormenta, pero inmediatamente fue reconstruido.
De 1919 a 1969, Plaquemines (junto con la vecina St. Bernard), fue efectivamente dominada por Leander Perez, quien estableció una dictadura virtual en el área. Se distinguió por su fijación de las elecciones y la obligatoriedad de la segregación racial estricta. A su muerte, sus hijos Leander Pwrez Jr. y Chalin Perez se convirtieron en las figuras políticas dominantes de la parroquia, pero este dominio no duró demasiado.
Durante la gran inundación del Misisipi de 1927, líderes locales y estatales utilizaron dinamita para romper el dique en Caernarvon, trece millas (19 kilómetros) por debajo de Canal Street, a fin de salvar la ciudad de Nueva Orleans de las inundaciones. Sin embargo, esta acción generó una inundación de gran parte de Saint Bernard y la orilla oriental de la parroquia de Plaquemines, causando una destrucción generalizada.
En 1965 el huracán Betsy dañó la zona, inundando muchas áreas, como el Palacio de Justicia de la Parroquia, y causando 9 muertes en todo Plaquemines.

## Geografía
Según la Oficina del Censo, la parroquia tiene un área total de 6290 km² (2428,6 mi²), de la cual 2187 km² (844,4 mi²) es tierra y 4102 km² (1583,8 mi²) (65.22%) es agua.

### Parroquias adyacentes
- Parroquia de Orleans - norte
- Parroquia de St. Bernard - noreste
- Parroquia de Jefferson - oeste
- Golfo de México - sur y sureste

## Carreteras

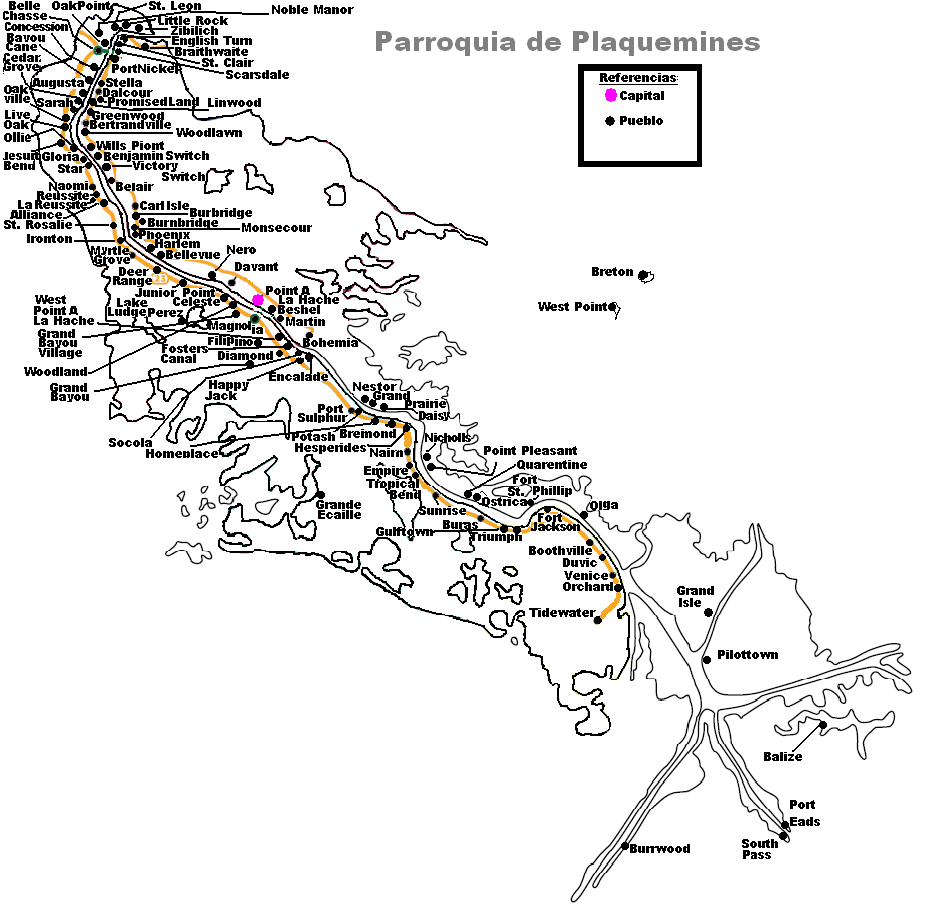
Parroquia de Plaquemines, en detalle, con todas sus localidades.

- Carretera Estatal de Luisiana 23 - West Bank
- Carretera Estatal de Luisiana 39 - East Bank

## Demografía
En el 2000 la renta per cápita promedia de la parroquia era de $38,173, y el ingreso promedio para una familia era de $42,610. En 2000 los hombres tenían un ingreso per cápita de $37,245 versus $21,691 para las mujeres. El ingreso per cápita para la parroquia era de $15,937. Alrededor del 18.00% de la población estaba bajo el umbral de pobreza nacional.

## Economía
Plaquemines tiene una industria pesquera muy significativa. La parroquia es exportadora de millones de libras de camarones, cangrejos, ostras y pescado al año. Plaquemines también tiene una significativa industria de productos cítricos.
Los mariscos y la industria de cítricos han sufrido algunos retrocesos debido al paso del huracán Katrina en agosto de 2005. Aproximadamente la mitad de la flota de pesca de camarón y mariscos se perdió. En enero de 2007, miles de árboles de cítricos fueron arrasados por fuertes tormentas.

## Localidades
La Parroquia de Plaquemines posee un total de ciento cuatro localidades. A continuación se puede apreciar un cuadro mencionando cada una de ellas:
| Localidades    | Localidades      | Localidades  | Localidades        | Localidades    | Localidades       | Localidades | Localidades         | Localidades   | Localidades            |
| -------------- | ---------------- | ------------ | ------------------ | -------------- | ----------------- | ----------- | ------------------- | ------------- | ---------------------- |
| Alliance       | Augusta          | Balize       | Bayou Cane         | Belair         | Belle Chasse      | Bellevue    | Benjamin Switch     | Bertrandville | Beshel                 |
| Bohemia        | Boothville       | Braithwaite  | Bremond            | Breton         | Buras             | Burbridge   | Burnbridge          | Burrwood      | Carl Isle              |
| Cedar Grove    | Concession       | Daisy        | Dalcour            | Davant         | Deer Range        | Diamond     | Duvic               | Empire        | Encalade               |
| English Turn   | Filipino         | Fort Jackson | Fort Saint Phillip | Fosters Canal  | Gloria            | Grand Bayou | Grand Bayou Village | Grand Prairie | Grand Isle             |
| Grande Ecaille | Greenwood        | Gulftown     | Happy Jack         | Harlem         | Hesperides        | Homeplace   | Ironton             | Jesuit Bend   | Junior                 |
| La Reussite    | Lake Judge Perez | Linwood      | Little Rock        | Live Oak       | Magnolia          | Martin      | Monsecour           | Myrtle Grove  | Nairn                  |
| Naomi          | Nero             | Nestor       | Nicholls           | Noble Manor    | Oak Point         | Oakville    | Olga                | Ollie         | Orchard                |
| Ostrica        | Phoenix          | Pilottown    | Point Celeste      | Point Pleasant | Pointe À La Hache | Port Eads   | Port Nickel         | Port Sulphur  | Potash                 |
| Promised Land  | Quarentine       | Reussite     | Saint Clair        | Saint Leon     | Saint Rosalie     | Sarah       | Scarsdale           | Socola        | South Pass             |
| Star           | Stella           | Sunrise      | Tidewater          | Triumph        | Tropical Bend     | Venice      | Victory Switch      | West Point    | West Pointe à La Hache |
| Wills Point    | Woodland         | Woodlawn     | Zibilich           | /////          | /////             | /////       | /////               | /////         | /////                  |